# Yasuhiro Takeda
Yasuhiro Takeda (武田 康廣?, Takeda Yasuhiro; Tadaoka, 12 settembre 1957) è un regista e produttore cinematografico giapponese.
Uno dei fondatori della Gainax, della quale fu per buona parte della carriera General Manager, fu anche organizzatore di due Nihon SF Taikai (DAICON III del 1981 e il Mig.Con del 1988)

## Carriera
Nell'aprile 1976, si iscrisse alla Università Kindai per diventare ingegnere nucleare, ma iniziò a trascurare gli studi (ripetendo il suo secondo anno) quando entrò a far parte del club di fantascienza nell'aprile 1977, divenendo attivo nell'organizzazione e fondando la "Confederation of Kansai Student Sci-Fi Clubs". Fu attraverso queste prime attività che incontrò molti altri fan, alcuni dei quali che sarebbero stati più coinvolti: alla sua prima convention, la Seto-Con (1978), conobbe Toshio Okada, con il quale produsse le animazioni Daicon III (1981) e Daicon IV (1983) per i rispettivi Nihon SF Taikai, alle quali lavorarono molti dei futuri animatori della Gainax.
Nel 2002, pubblicò un libro di memorie / autobiografia sulla sua vita (concentrandosi in particolare sulla sua vita universitaria, il coinvolgimento nelle convention di fantascienza e la sua carriera successiva) intitolatoThe Notenki Memoirs; "Notenki" era un vecchio soprannome di Takeda, derivato dalla sua parte in Kaiketsu Noutenki.
È interpretato dall'attore Gitaro nel dramma televisivo  Aoi Honō  basato sul manga autobiografico di Kazuhiko Shimamoto, che segue gli anni del college del futuro team Gainax.